# Balin (przystanek kolejowy)
Balin – przystanek osobowy (dawniej stacja kolejowa) w balińskim przysiołku Okradziejówka w województwie małopolskim, w Polsce; znajduje się pomiędzy ul. Dworcową i ul. Stolarską, usytuowany jest na kilometrze 25,969 linii kolejowej nr 133, między stacją Trzebinia i przystankiem Jaworzno Ciężkowice. Przystanek obsługuje pasażerskie lokalne połączenia kolejowe w relacjach Katowice – Kraków Główny –  Rzeszów Główny.
Do około 2000 r. stacja kolejowa, następnie do 2019 r. posterunek odgałęźny.

## Ruch pasażerski
| Rok  | Wymiana pasażerska na dobę |
| ---- | -------------------------- |
| 2017 | 20-49                      |
| 2022 | 50-99                      |